# Dead Rising: Endgame
Dead Rising: Endgame é um filme americano de ação zumbi dirigido por Pat Williams e escrito por Tim Carter. É a continuação do filme de 2015 Dead Rising: Watchtower. 
Foi lançado nos Estados Unidos na Crackle em 20 de junho de 2016. Foi lançado no Brasil na Netflix e Prime Video legendado e com o título Dead Rising: Jogo Final.

## Sinopse
Depois de escapar por pouco do surto de zumbis em East Mission, Chase não consegue se livrar da culpa de ter deixado para trás uma colega de confiança. Agora, ele entrará novamente na zona de quarentena para expor as verdades por trás do surto, mas descobrirá um segredo mais maligno do que poderia ter imaginado. Com a aniquilação em massa se aproximando, Chase - junto com um grupo de aliados duvidosos - golpeia, fatia e hackea  seu caminho através das hordas de zumbis que atormentam a cidade abandonada. Os heróis terão que enfrentar seus pesadelos mais terríveis para salvar milhões de vidas inocentes, incluindo as suas.

## Elenco
- Jesse Metcalfe como Chase Carter
- Keegan Connor Tracy como Jordan Blair
- Dennis Haysbert como General Lyons
- Marie Avgeropoulos como Sandra Lowe
- Jessica Harmon como Jill Eikland
- Camille Sullivan como Susan Ingot
- Victor Webster como Chuck Greene
- Patrick Sabongui como Garth
- Billy Zane como Leo Rand
- Ian Tracey como George Hancock

## Produção
Uma sequência para Dead Rising: Watchtower, intitulada Dead Rising: Endgame, foi anunciada para a Spring 2016 da Crackle com Jesse Metcalfe, Keegan Connor Tracy e Dennis Haysbert reprisando seus papéis do primeiro filme e Patrick Sabongui retornando em um novo papel. Os novatos no elenco incluem Billy Zane, Marie Avgeropoulos, Ian Tracey, Jessica Harmon e Camille Sullivan, além de Victor Webster como o herói do videogame Dead Rising 2 Chuck Greene.

## Prêmios
| Ano  | Prêmio     | Categoria                                  | Indicados                                                                                    | Resultado | Ref(s) |
| ---- | ---------- | ------------------------------------------ | -------------------------------------------------------------------------------------------- | --------- | ------ |
| 2017 | Leo Awards | Best Make-Up in a Television Movie         | Cindy Barlow, Nikita Pennock, Ryan Nicholson, Megan Nicholson, Roy Nicholson, Michelle Grady | Venceu    | [ 5 ]  |
| 2017 | Leo Awards | Best Picture Editing in a Television Movie | Jamie Alain, Justin Li                                                                       | Venceu    | [ 5 ]  |
| 2017 | Leo Awards | Best Television Movie                      | Tim Carter, Tomas Harlan                                                                     | Indicado  | [ 5 ]  |
| 2017 | Leo Awards | Best Direction in a Television Movie       | Pat Williams                                                                                 | Indicado  | [ 5 ]  |